# Firmicus haywoodae
Firmicus haywoodae là một loài nhện trong họ Thomisidae.
Loài này thuộc chi Firmicus. Firmicus haywoodae được miêu tả năm 1964 bởi Jézéquel.